# Formula 1 – sezona 1990.
| FIA Svjetsko prvenstvo Formule 1 1990. | FIA Svjetsko prvenstvo Formule 1 1990. |
|                                        | Prvak                                  |
| -------------------------------------- | -------------------------------------- |
| Vozač                                  | Ayrton Senna (McLaren-Honda)           |
| Konstruktor                            | McLaren-Honda                          |
| Prethodna sezona                       | Sljedeća sezona                        |
| 1989.                                  | 1991.                                  |

Formula 1 – sezona 1990. je bila 41. sezona u prvenstvu Formule 1. Vozilo se 16 utrka u periodu od 11. ožujka do 4. studenog 1990. godine. Svjetski prvak po drugi puta postao je Ayrton Senna, a konstruktorski prvak McLaren-Honda. Ovo je bila posljednja sezona u Formuli 1 za Alessandra Nanninija. 

## Vozači i konstruktori
| Konstruktor / Momčad | Šasija                       | Motor                    | Gume | Broj | Vozači             | Utrke       |
| --- | ---------------------------- | ------------------------ | ---- | ---- | ------------------ | ----------- |
| Ferrari Scuderia Ferrari SpA                                                                                                   | Ferrari 641                  | Ferrari 036 V12 3.5      | G    | 1    | Alain Prost        | Sve         |
| Ferrari Scuderia Ferrari SpA                                                                                                   | Ferrari 641                  | Ferrari 036 V12 3.5      | G    | 2    | Nigel Mansell      | Sve         |
| Tyrrell-Ford Cosworth Tyrrell Racing Organisation                                                                              | Tyrrell 018 Tyrrell 019      | Ford Cosworth DFR V8 3.5 | P    | 3    | Satoru Nakajima    | Sve         |
| Tyrrell-Ford Cosworth Tyrrell Racing Organisation                                                                              | Tyrrell 018 Tyrrell 019      | Ford Cosworth DFR V8 3.5 | P    | 4    | Jean Alesi         | Sve         |
| Williams-Renault Canon Williams Team                                                                                           | Williams FW13B               | Renault RS2 V10 3.5      | G    | 5    | Thierry Boutsen    | Sve         |
| Williams-Renault Canon Williams Team                                                                                           | Williams FW13B               | Renault RS2 V10 3.5      | G    | 6    | Riccardo Patrese   | Sve         |
| Brabham-Judd Motor Racing Developments                                                                                         | Brabham BT59                 | Judd EV V8 3.5           | P    | 7    | Gregor Foitek      | 1-2         |
| Brabham-Judd Motor Racing Developments                                                                                         | Brabham BT59                 | Judd EV V8 3.5           | P    | 7    | David Brabham      | 3-16        |
| Brabham-Judd Motor Racing Developments                                                                                         | Brabham BT59                 | Judd EV V8 3.5           | P    | 8    | Stefano Modena     | Sve         |
| Arrows-Ford Cosworth Footwork Arrows Racing                                                                                    | Arrows A11 Arrows A11B       | Ford Cosworth DFR V8 3.5 | G    | 9    | Michele Alboreto   | Sve         |
| Arrows-Ford Cosworth Footwork Arrows Racing                                                                                    | Arrows A11 Arrows A11B       | Ford Cosworth DFR V8 3.5 | G    | 10   | Bernd Schneider    | 1, 14       |
| Arrows-Ford Cosworth Footwork Arrows Racing                                                                                    | Arrows A11 Arrows A11B       | Ford Cosworth DFR V8 3.5 | G    | 10   | Alex Caffi         | 2-13, 15-16 |
| Lotus-Lamborghini Camel Team Lotus                                                                                             | Lotus 102                    | Lamborghini 3512 V12 3.5 | G    | 11   | Derek Warwick      | Sve         |
| Lotus-Lamborghini Camel Team Lotus                                                                                             | Lotus 102                    | Lamborghini 3512 V12 3.5 | G    | 12   | Martin Donnelly    | 1-14        |
| Lotus-Lamborghini Camel Team Lotus                                                                                             | Lotus 102                    | Lamborghini 3512 V12 3.5 | G    | 12   | Johnny Herbert     | 15-16       |
| Osella-Ford Cosworth Osella Squadra Corse                                                                                      | Osella FA1M Osella FA1M-E    | Ford Cosworth DFR V8 3.5 | P    | 14   | Olivier Grouillard | Sve         |
| Leyton House-Judd Leyton House Racing                                                                                          | Leyton House CG901           | Judd EV V8 3.5           | G    | 15   | Mauricio Gugelmin  | Sve         |
| Leyton House-Judd Leyton House Racing                                                                                          | Leyton House CG901           | Judd EV V8 3.5           | G    | 16   | Ivan Capelli       | Sve         |
| AGS-Ford Cosworth AGS Racing                                                                                                   | AGS JH24 AGS JH25            | Ford Cosworth DFR V8 3.5 | G    | 17   | Gabriele Tarquini  | Sve         |
| AGS-Ford Cosworth AGS Racing                                                                                                   | AGS JH24 AGS JH25            | Ford Cosworth DFR V8 3.5 | G    | 18   | Yannick Dalmas     | Sve         |
| Benetton-Ford Cosworth Benetton Formula Ltd                                                                                    | Benetton B189B Benetton B190 | Ford Cosworth HB V8 3.5  | G    | 19   | Alessandro Nannini | 1-14        |
| Benetton-Ford Cosworth Benetton Formula Ltd                                                                                    | Benetton B189B Benetton B190 | Ford Cosworth HB V8 3.5  | G    | 19   | Roberto Moreno     | 15-16       |
| Benetton-Ford Cosworth Benetton Formula Ltd                                                                                    | Benetton B189B Benetton B190 | Ford Cosworth HB V8 3.5  | G    | 20   | Nelson Piquet      | Sve         |
| Dallara-Ford Cosworth BMS Scuderia Italia                                                                                      | Dallara 190                  | Ford Cosworth DFR V8 3.5 | P    | 21   | Gianni Morbidelli  | 1-2         |
| Dallara-Ford Cosworth BMS Scuderia Italia                                                                                      | Dallara 190                  | Ford Cosworth DFR V8 3.5 | P    | 21   | Emanuele Pirro     | 3-16        |
| Dallara-Ford Cosworth BMS Scuderia Italia                                                                                      | Dallara 190                  | Ford Cosworth DFR V8 3.5 | P    | 22   | Andrea de Cesaris  | Sve         |
| Minardi-Ford Cosworth SCM Minardi Team                                                                                         | Minardi M189 Minardi M190    | Ford Cosworth DFZ V8 3.5 | P    | 23   | Pierluigi Martini  | Sve         |
| Minardi-Ford Cosworth SCM Minardi Team                                                                                         | Minardi M189 Minardi M190    | Ford Cosworth DFZ V8 3.5 | P    | 24   | Paolo Barilla      | 1-14        |
| Minardi-Ford Cosworth SCM Minardi Team                                                                                         | Minardi M189 Minardi M190    | Ford Cosworth DFZ V8 3.5 | P    | 24   | Gianni Morbidelli  | 15-16       |
| Ligier-Ford Cosworth Ligier Gitanes                                                                                            | Ligier JS33B                 | Ford Cosworth DFR V8 3.5 | G    | 25   | Nicola Larini      | Sve         |
| Ligier-Ford Cosworth Ligier Gitanes                                                                                            | Ligier JS33B                 | Ford Cosworth DFR V8 3.5 | G    | 26   | Philippe Alliot    | Sve         |
| McLaren-Honda Honda Marlboro McLaren                                                                                           | McLaren MP4/5B               | Honda RA100E V10 3.5     | G    | 27   | Ayrton Senna       | Sve         |
| McLaren-Honda Honda Marlboro McLaren                                                                                           | McLaren MP4/5B               | Honda RA100E V10 3.5     | G    | 28   | Gerhard Berger     | Sve         |
| Lola-Lamborghini Espo Larrousse F1                                                                                             | Lola LC89B Lola 90           | Lamborghini 3512 V12 3.5 | G    | 29   | Éric Bernard       | Sve         |
| Lola-Lamborghini Espo Larrousse F1                                                                                             | Lola LC89B Lola 90           | Lamborghini 3512 V12 3.5 | G    | 30   | Aguri Suzuki       | Sve         |
| Coloni-Subaru Subaru Coloni Racing Coloni-Ford Cosworth Coloni Racing                                                          | Coloni FC189B                | Subaru 1235 F12 3.5      | P    | 31   | Bertrand Gachot    | 1-8         |
| Coloni-Subaru Subaru Coloni Racing Coloni-Ford Cosworth Coloni Racing                                                          | Coloni FC189C                | Ford Cosworth DFR V8 3.5 | P    | 31   | Bertrand Gachot    | 9-16        |
| Eurobrun-Judd EuroBrun Racing                                                                                                  | Eurobrun ER189B              | Judd CV V8 3.5           | P    | 33   | Roberto Moreno     | 1-14        |
| Eurobrun-Judd EuroBrun Racing                                                                                                  | Eurobrun ER189B              | Judd CV V8 3.5           | P    | 34   | Claudio Langes     | 1-14        |
| Onyx-Ford Cosworth Moneytron Onyx Formula One Monteverdi Onyx Formula One Monteverdi-Ford Cosworth Monteverdi Onyx Formula One | Onyx ORE-1 Onyx ORE-1B       | Ford Cosworth DFR V8 3.5 | G    | 35   | Stefan Johansson   | 1-2         |
| Onyx-Ford Cosworth Moneytron Onyx Formula One Monteverdi Onyx Formula One Monteverdi-Ford Cosworth Monteverdi Onyx Formula One | Onyx ORE-1 Onyx ORE-1B       | Ford Cosworth DFR V8 3.5 | G    | 35   | Gregor Foitek      | 3-8         |
| Onyx-Ford Cosworth Moneytron Onyx Formula One Monteverdi Onyx Formula One Monteverdi-Ford Cosworth Monteverdi Onyx Formula One | Onyx ORE-1 Onyx ORE-1B       | Ford Cosworth DFR V8 3.5 | G    | 36   | JJ Lehto           | 1-8         |
| Onyx-Ford Cosworth Moneytron Onyx Formula One Monteverdi Onyx Formula One Monteverdi-Ford Cosworth Monteverdi Onyx Formula One | Monteverdi ORE-1B            | Ford Cosworth DFR V8 3.5 | G    | 35   | Gregor Foitek      | 9-10        |
| Onyx-Ford Cosworth Moneytron Onyx Formula One Monteverdi Onyx Formula One Monteverdi-Ford Cosworth Monteverdi Onyx Formula One | Monteverdi ORE-1B            | Ford Cosworth DFR V8 3.5 | G    | 36   | JJ Lehto           | 9-10        |
| Life Life-Judd Life Racing Engines                                                                                             | Life L190                    | Life F35 W12 3.5         | G    | 39   | Gary Brabham       | 1-2         |
| Life Life-Judd Life Racing Engines                                                                                             | Life L190                    | Life F35 W12 3.5         | G    | 39   | Bruno Giacomelli   | 3-12        |
| Life Life-Judd Life Racing Engines                                                                                             | Life L190                    | Judd EV V8 3.5           | G    | 39   | Bruno Giacomelli   | 13-14       |

## Utrke
|     | Utrka                                             | 1.                                   | 2.                                        | 3.                                        |
| --- | ------------------------------------------------- | ------------------------------------ | ----------------------------------------- | ----------------------------------------- |
|     |                                                   |                                      |                                           |                                           |
| 1.  | VN SAD, Phoenix 11. ožujka 1990.                  | Ayrton Senna McLaren-Honda           | Jean Alesi Tyrrell-Ford Cosworth          | Thierry Boutsen Williams-Renault          |
| 2.  | VN Brazila, Interlagos 25. ožujka 1990.           | Alain Prost Ferrari                  | Gerhard Berger McLaren-Honda              | Ayrton Senna McLaren-Honda                |
| 3.  | VN San Marina, Imola 13. svibnja 1990.            | Riccardo Patrese Williams-Renault    | Gerhard Berger McLaren-Honda              | Alessandro Nannini Benetton-Ford Cosworth |
| 4.  | VN Monaka, Monte Carlo 27. svibnja 1990.          | Ayrton Senna McLaren-Honda           | Jean Alesi Tyrrell-Ford Cosworth          | Gerhard Berger McLaren-Honda              |
| 5.  | VN Kanade, Montreal 10. lipnja 1990.              | Ayrton Senna McLaren-Honda           | Nelson Piquet Benetton-Ford Cosworth      | Nigel Mansell Ferrari                     |
| 6.  | VN Meksika, Mexico 24. lipnja 1990.               | Alain Prost Ferrari                  | Nigel Mansell Ferrari                     | Gerhard Berger McLaren-Honda              |
| 7.  | VN Francuske, Paul Ricard 8. srpnja 1990.         | Alain Prost Ferrari                  | Ivan Capelli Leyton House-Judd            | Ayrton Senna McLaren-Honda                |
| 8.  | VN Velike Britanije, Silverstone 15. srpnja 1990. | Alain Prost Ferrari                  | Thierry Boutsen Williams-Renault          | Ayrton Senna McLaren-Honda                |
| 9.  | VN Njemačke, Hockenheim 29. srpnja 1990.          | Ayrton Senna McLaren-Honda           | Alessandro Nannini Benetton-Ford Cosworth | Gerhard Berger McLaren-Honda              |
| 10. | VN Mađarske, Hungaroring 12. kolovoza 1990.       | Thierry Boutsen Williams-Renault     | Ayrton Senna McLaren-Honda                | Nelson Piquet Benetton-Ford Cosworth      |
| 11. | VN Belgije, Spa-Francorchamps 26. kolovoza 1990.  | Ayrton Senna McLaren-Honda           | Alain Prost Ferrari                       | Gerhard Berger McLaren-Honda              |
| 12. | VN Italije, Monza 9. rujna 1990.                  | Ayrton Senna McLaren-Honda           | Alain Prost Ferrari                       | Gerhard Berger McLaren-Honda              |
| 13. | VN Portugala, Estoril 23. rujna 1990.             | Nigel Mansell Ferrari                | Ayrton Senna McLaren-Honda                | Alain Prost Ferrari                       |
| 14. | VN Španjolske, Jerez 30. rujna 1990.              | Alain Prost Ferrari                  | Nigel Mansell Ferrari                     | Alessandro Nannini Benetton-Ford Cosworth |
| 15. | VN Japana, Suzuka 21. listopada 1990.             | Nelson Piquet Benetton-Ford Cosworth | Roberto Moreno Benetton-Ford Cosworth     | Aguri Suzuki Lola-Lamborghini             |
| 16. | VN Australije, Adelaide 4. studenog 1990.         | Nelson Piquet Benetton-Ford Cosworth | Nigel Mansell Ferrari                     | Alain Prost Ferrari                       |
|     |                                                   |                                      |                                           |                                           |

## Konačni poredak

### Vozači
| Poz. | Vozač              | USA  | BRA  | SMR  | MON  | CAN  | MEX  | FRA  | GBR  | GER  | HUN  | BEL  | ITA  | POR  | ESP  | JPN | AUS | Points  |
| ---- | ------------------ | ---- | ---- | ---- | ---- | ---- | ---- | ---- | ---- | ---- | ---- | ---- | ---- | ---- | ---- | --- | --- | ------- |
| 1.   | Ayrton Senna       | 1    | 3    | Ret  | 1    | 1    | 20   | 3    | 3    | 1    | 2    | 1    | 1    | 2    | Ret  | Ret | Ret | 78      |
| 2.   | Alain Prost        | Ret  | 1    | 4    | Ret  | 5    | 1    | 1    | 1    | 4    | Ret  | 2    | 2    | 3    | 1    | Ret | 3   | 71 (73) |
| 3.   | Nelson Piquet      | 4    | 6    | 5    | DSQ  | 2    | 6    | 4    | 5    | Ret  | 3    | 5    | 7    | 5    | Ret  | 1   | 1   | 43 (44) |
| 4.   | Gerhard Berger     | Ret  | 2    | 2    | 3    | 4    | 3    | 5    | 14   | 3    | 16   | 3    | 3    | 4    | Ret  | Ret | 4   | 43      |
| 5.   | Nigel Mansell      | Ret  | 4    | Ret  | Ret  | 3    | 2    | 18   | Ret  | Ret  | 17   | Ret  | 4    | 1    | 2    | Ret | 2   | 37      |
| 6.   | Thierry Boutsen    | 3    | 5    | Ret  | 4    | Ret  | 5    | Ret  | 2    | 6    | 1    | Ret  | Ret  | Ret  | 4    | 5   | 5   | 34      |
| 7.   | Riccardo Patrese   | 9    | 13   | 1    | Ret  | Ret  | 9    | 6    | Ret  | 5    | 4    | Ret  | 5    | 7    | 5    | 4   | 6   | 23      |
| 8.   | Alessandro Nannini | 11   | 10   | 3    | Ret  | Ret  | 4    | 16   | Ret  | 2    | Ret  | 4    | 8    | 6    | 3    |     |     | 21      |
| 9.   | Jean Alesi         | 2    | 7    | 6    | 2    | Ret  | 7    | Ret  | 8    | 11   | Ret  | 8    | Ret  | 8    | Ret  | DNS | 8   | 13      |
| 10.  | Ivan Capelli       | Ret  | DNQ  | Ret  | Ret  | 10   | DNQ  | 2    | Ret  | 7    | Ret  | 7    | Ret  | Ret  | Ret  | Ret | Ret | 6       |
| 11.  | Roberto Moreno     | 13   | DNPQ | Ret  | DNQ  | DNQ  | DSQ  | DNPQ | DNPQ | DNPQ | DNPQ | DNPQ | DNPQ | DNPQ | DNPQ | 2   | 7   | 6       |
| 12.  | Aguri Suzuki       | Ret  | Ret  | Ret  | Ret  | 12   | Ret  | 7    | 6    | Ret  | Ret  | Ret  | Ret  | 14   | 6    | 3   | Ret | 6       |
| 13.  | Éric Bernard       | 8    | Ret  | 13   | 6    | 9    | Ret  | 8    | 4    | Ret  | 6    | 9    | Ret  | Ret  | Ret  | Ret | Ret | 5       |
| 14.  | Derek Warwick      | Ret  | Ret  | 7    | Ret  | 6    | 10   | 11   | Ret  | 8    | 5    | 11   | Ret  | Ret  | Ret  | Ret | Ret | 3       |
| 15.  | Satoru Nakajima    | 6    | 8    | Ret  | Ret  | 11   | Ret  | Ret  | Ret  | Ret  | Ret  | Ret  | 6    | DNS  | Ret  | 6   | Ret | 3       |
| 16.  | Alex Caffi         |      | Ret  | DNQ  | 5    | 8    | DNQ  | Ret  | 7    | 9    | 9    | 10   | 9    | 13   |      | 9   | DNQ | 2       |
| 17.  | Stefano Modena     | 5    | Ret  | Ret  | Ret  | 7    | 11   | 13   | 9    | Ret  | Ret  | 17   | Ret  | Ret  | Ret  | Ret | 12  | 2       |
| 18.  | Mauricio Gugelmin  | 14   | DNQ  | Ret  | DNQ  | DNQ  | DNQ  | Ret  | DNS  | Ret  | 8    | 6    | Ret  | 12   | 8    | Ret | Ret | 1       |
| 19.  | Nicola Larini      | Ret  | 11   | 10   | Ret  | Ret  | 16   | 14   | 10   | 10   | 11   | 14   | 11   | 10   | 7    | 7   | 10  | 0       |
| 20.  | Martin Donnelly    | Ret  | Ret  | 8    | Ret  | Ret  | 8    | 12   | Ret  | Ret  | 7    | 12   | Ret  | Ret  | DNS  |     |     | 0       |
| 21.  | Pierluigi Martini  | 7    | 9    | DNS  | Ret  | Ret  | 12   | Ret  | Ret  | Ret  | Ret  | 15   | Ret  | 11   | Ret  | 8   | 9   | 0       |
| 22.  | Gregor Foitek      | Ret  | Ret  | Ret  | 7    | Ret  | 15   | DNQ  | DNQ  | Ret  | DNQ  |      |      |      |      |     |     | 0       |
| 23.  | Philippe Alliot    | DSQ  | 12   | 9    | Ret  | Ret  | 18   | 9    | 13   | DSQ  | 14   | DNQ  | 13   | Ret  | Ret  | 10  | 11  | 0       |
| 24.  | Michele Alboreto   | 10   | Ret  | DNQ  | DNQ  | Ret  | 17   | 10   | Ret  | Ret  | 12   | 13   | 12   | 9    | 10   | Ret | DNQ | 0       |
| 25.  | Yannick Dalmas     | DNPQ | Ret  |      | DNPQ | DNPQ | DNPQ | 17   | DNPQ | DNQ  | DNQ  | DNQ  | Ret  | Ret  | 9    | DNQ | DNQ | 0       |
| 26.  | Emanuele Pirro     |      |      | Ret  | Ret  | Ret  | Ret  | Ret  | 11   | Ret  | 10   | Ret  | Ret  | 15   | Ret  | Ret | Ret | 0       |
| 27.  | Andrea de Cesaris  | Ret  | Ret  | Ret  | Ret  | Ret  | 13   | DNS  | Ret  | DNQ  | Ret  | Ret  | 10   | Ret  | Ret  | Ret | Ret | 0       |
| 28.  | Paolo Barilla      | Ret  | Ret  | 11   | Ret  | DNQ  | 14   | DNQ  | 12   | Ret  | 15   | Ret  | DNQ  | DNQ  | DNQ  |     |     | 0       |
| 29.  | Jyrki Järvilehto   | DNQ  | DNQ  | 12   | Ret  | Ret  | Ret  | DNQ  | DNQ  | NC   | DNQ  |      |      |      |      |     |     | 0       |
| 30.  | Bernd Schneider    | 12   |      |      |      |      |      |      |      |      |      |      |      |      | DNQ  |     |     | 0       |
| 31.  | Olivier Grouillard | Ret  | Ret  | Ret  | DNQ  | 13   | 19   | DNPQ | DNQ  | DNQ  | DNPQ | 16   | Ret  | DNQ  | Ret  | DNQ | 13  | 0       |
| 32.  | Gabriele Tarquini  | DNPQ | DNPQ | DNPQ | DNPQ | DNPQ | DNPQ | DNQ  | Ret  | DNPQ | 13   | DNQ  | DNQ  | DNQ  | Ret  | DNQ | Ret | 0       |
| 33.  | Gianni Morbidelli  | DNQ  | 14   |      |      |      |      |      |      |      |      |      |      |      |      | Ret | Ret | 0       |
| 34.  | David Brabham      |      |      | DNQ  | Ret  | DNQ  | Ret  | 15   | DNQ  | Ret  | DNQ  | Ret  | DNQ  | Ret  | DNQ  | Ret | Ret | 0       |
| —    | Johnny Herbert     |      |      |      |      |      |      |      |      |      |      |      |      |      |      | Ret | Ret | 0       |
| —    | Bertrand Gachot    | DNPQ | DNPQ | DNPQ | DNPQ | DNPQ | DNPQ | DNPQ | DNPQ | DNPQ | DNPQ | DNQ  | DNQ  | DNQ  | DNQ  | DNQ | DNQ | 0       |
| —    | Claudio Langes     | DNPQ | DNPQ | DNPQ | DNPQ | DNPQ | DNPQ | DNPQ | DNPQ | DNPQ | DNPQ | DNPQ | DNPQ | DNPQ | DNPQ |     |     | 0       |
| —    | Bruno Giacomelli   |      |      | DNPQ | DNPQ | DNPQ |      |      |      |      |      |      | DNPQ | DNPQ | DNPQ |     |     | 0       |
| —    | Stefan Johansson   | DNQ  | DNQ  |      |      |      |      |      |      |      |      |      |      |      |      |     |     | 0       |
| —    | Gary Brabham       | DNPQ | DNPQ |      |      |      |      |      |      |      |      |      |      |      |      |     |     | 0       |
| Poz. | Vozač              | USA  | BRA  | SMR  | MON  | CAN  | MEX  | FRA  | GBR  | GER  | HUN  | BEL  | ITA  | POR  | ESP  | JPN | AUS | Bodovi  |

| Boja       | Rezultat                   | Oznaka boje |
| ---------- | -------------------------- | ----------- |
| Zlato      | 1. mjesto                  | #FFFFBF     |
| Srebro     | 2. mjesto                  | #DFDFDF     |
| Bronca     | 3. mjesto                  | #FFDF9F     |
| Zeleno     | U cilju osvojivši bodove   | #DFFFDF     |
| Plavo      | U cilju bez bodova         | #CFCFFF     |
| Ljubičasto | Nije završio utrku (Ret)   | #EFCFFF     |
| Ljubičasto | Nije klasificiran (NC)     | #EFCFFF     |
| Crveno     | Nije se kvalificirao (DNQ) | #FFCFCF     |
| Crno       | Diskvalificaran (DSQ)      | #000000     |
| Bijelo     | Nije startao (DNS)         | #FFFFFF     |
| Bez boje   | Nije sudjelovao            |             |
| Bez boje   | Bolovanje (INJ)            |             |
| Bez boje   | Isključen (EX)             |             |

### Konstruktori
| Pozicija | Konstruktor            | Bodovi |
| -------- | ---------------------- | ------ |
| 1.       | McLaren-Honda          | 121    |
| 2.       | Ferrari                | 110    |
| 3.       | Benetton-Ford Cosworth | 71     |
| 4.       | Williams-Renault       | 57     |
| 5.       | Tyrrell-Ford Cosworth  | 16     |
| 6.       | Lola-Lamborghini       | 11     |
| 7.       | Leyton House-Judd      | 7      |
| 8.       | Lotus-Lamborghini      | 3      |
| 9.       | Arrows-Ford Cosworth   | 2      |
| 10.      | Brabham-Judd           | 2      |

## Kvalifikacije
Samo najbržih 26 vozača u kvalifikacijama je startalo utrku, osim na VN SAD i VN San Marina kada je u utrci startalo najbržih 27 vozača.
| Poz. | SAD        | BRA        | SMR        | MON        | KAN        | MEK        | FRA        | VBR        | Poz. |
| ---- | ---------- | ---------- | ---------- | ---------- | ---------- | ---------- | ---------- | ---------- | ---- |
| 1.   | Berger     | Senna      | Senna      | Senna      | Senna      | Berger     | Mansell    | Mansell    | 1.   |
| 2.   | Martini    | Berger     | Berger     | Prost      | Senna      | Patrese    | Berger     | Senna      | 2.   |
| 3.   | De Cesaris | Boutsen    | Patrese    | Alesi      | Prost      | Senna      | Senna      | Berger     | 3.   |
| 4.   | Alesi      | Patrese    | Boutsen    | Patrese    | Nannini    | Mansell    | Prost      | Boutsen    | 4.   |
| 5.   | Senna      | Mansell    | Mansell    | Berger     | Piquet     | Boutsen    | Nannini    | Prost      | 5.   |
| 6.   | Piquet     | Prost      | Prost      | Boutsen    | Boutsen    | Alesi      | Patrese    | Alesi      | 6.   |
| 7.   | Prost      | Alesi      | Alesi      | Mansell    | Mansell    | Martini    | Capelli    | Patrese    | 7.   |
| 8.   | Grouillard | Martini    | Piquet     | Martini    | Alesi      | Piquet     | Boutsen    | Bernard    | 8.   |
| 9.   | Boutsen    | De Cesaris | Nannini    | Pirro      | Patrese    | Nakajima   | Piquet     | Suzuki     | 9.   |
| 10.  | Modena     | Alliot     | Martini    | Piquet     | Modena     | Modena     | Gugelmin   | Capelli    | 10.  |
| 11.  | Nakajima   | Bernard    | Warwick    | Donnelly   | Warwick    | Warwick    | Bernard    | Piquet     | 11.  |
| 12.  | Patrese    | Modena     | Donnelly   | De Cesaris | Donnelly   | Donnelly   | Alliot     | Nakajima   | 12.  |
| 13.  | Larini     | Piquet     | Gugelmin   | Warwick    | Nakajima   | Prost      | Alesi      | Nannini    | 13.  |
| 14.  | Barilla    | Donnelly   | Bernard    | Modena     | Alboreto   | Nannini    | Suzuki     | Donnelly   | 14.  |
| 15.  | Bernard    | Nannini    | Modena     | Suzuki     | Grouillard | De Cesaris | Nakajima   | Gugelmin   | 15.  |
| 16.  | Moreno     | Morbidelli | Suzuki     | Nannini    | Martini    | Barilla    | Warwick    | Warwick    | 16.  |
| 17.  | Mansell    | Barilla    | Alliot     | Larini     | Alliot     | Alboreto   | Donnelly   | Caffi      | 17.  |
| 18.  | Suzuki     | Suzuki     | De Cesaris | Alliot     | Suzuki     | Pirro      | Alboreto   | Martini    | 18.  |
| 19.  | Donnelly   | Nakajima   | Capelli    | Barilla    | Pirro      | Suzuki     | Larini     | Pirro      | 19.  |
| 20.  | Alliot     | Larini     | Nakajima   | Foitek     | Larini     | Grouillard | Modena     | Modena     | 20.  |
| 21.  | Schneider  | Grouillard | Larini     | Nakajima   | Foitek     | D. Brabham | De Cesaris | Larini     | 21.  |
| 22.  | Alboreto   | Foitek     | Pirro      | Caffi      | Lehto      | Alliot     | Caffi      | Alliot     | 22.  |
| 23.  | Nannini    | Alboreto   | Grouillard | Capelli    | Bernard    | Foitek     | Martini    | De Cesaris | 23.  |
| 24.  | Foitek     | Warwick    | Foitek     | Bernard    | Capelli    | Larini     | Pirro      | Barilla    | 24.  |
| 25.  | Warwick    | Caffi      | Moreno     | D. Brabham | De Cesaris | Bernard    | D. Brabham | Alboreto   | 25.  |
| 26.  | Gugelmin   | Dalmas     | Lehto      | Lehto      | Caffi      | Lehto      | Dalmas     | Tarquini   | 26.  |
| 27.  | Capelli    | Johansson  | Barilla    | Alboreto   | Moreno     | Capelli    | Barilla    | Grouillard | 27.  |
| 28.  | Johansson  | Lehto      | Caffi      | Grouillard | Gugelmin   | Gugelmin   | Tarquini   | D. Brabham | 28.  |
| 29.  | Morbidelli | Capelli    | Alboreto   | Gugelmin   | Barilla    | Caffi      | Foitek     | Lehto      | 29.  |
| 30.  | Lehto      | Gugelmin   | D. Brabham | Moreno     | D. Brabham | Dalmas     | Lehto      | Foitek     | 30.  |
| 31.  | Tarquini   | Tarquini   | Gachot     | Tarquini   | Tarquini   | Tarquini   | Grouillard | Moreno     | 31.  |
| 32.  | Dalmas     | Moreno     | Langes     | Dalmas     | Dalmas     | Gachot     | Moreno     | Dalmas     | 32.  |
| 33.  | Langes     | Gachot     | Giacomelli | Langes     | Gachot     | Langes     | Langes     | Langes     | 33.  |
| 34.  | G. Brabham | Langes     | Tarquini   | Gachot     | Langes     | Giacomelli | Gachot     | Gachot     | 34.  |
| 35.  | Gachot     | G. Brabham |            | Giacomelli | Giacomelli |            | Giacomelli | Giacomelli | 35.  |

| Poz. | NJE        | MAĐ        | BEL        | ITA        | POR        | ŠPA        | JAP        | AUS        | Poz. |
| ---- | ---------- | ---------- | ---------- | ---------- | ---------- | ---------- | ---------- | ---------- | ---- |
| 1.   | Senna      | Boutsen    | Senna      | Senna      | Mansell    | Senna      | Senna      | Senna      | 1.   |
| 2.   | Berger     | Patrese    | Berger     | Prost      | Prost      | Prost      | Prost      | Berger     | 2.   |
| 3.   | Prost      | Berger     | Prost      | Berger     | Senna      | Mansell    | Mansell    | Mansell    | 3.   |
| 4.   | Mansell    | Senna      | Boutsen    | Mansell    | Berger     | Alesi      | Berger     | Prost      | 4.   |
| 5.   | Patrese    | Mansell    | Mansell    | Alesi      | Patrese    | Berger     | Boutsen    | Alesi      | 5.   |
| 6.   | Boutsen    | Alesi      | Nannini    | Boutsen    | Piquet     | Patrese    | Piquet     | Patrese    | 6.   |
| 7.   | Piquet     | Nannini    | Patrese    | Patrese    | Boutsen    | Boutsen    | Alesi      | Piquet     | 7.   |
| 8.   | Alesi      | Prost      | Piquet     | Nannini    | Alesi      | Piquet     | Patrese    | Moreno     | 8.   |
| 9.   | Nannini    | Piquet     | Alesi      | Piquet     | Nannini    | Nannini    | Moreno     | Boutsen    | 9.   |
| 10.  | Capelli    | De Cesaris | Nakajima   | Gugelmin   | Bernard    | Warwick    | Suzuki     | Martini    | 10.  |
| 11.  | Suzuki     | Warwick    | Suzuki     | Donnelly   | Suzuki     | Martini    | Martini    | Warwick    | 11.  |
| 12.  | Bernard    | Bernard    | Capelli    | Warwick    | Capelli    | Gugelmin   | Warwick    | Larini     | 12.  |
| 13.  | Nakajima   | Pirro      | Modena     | Bernard    | Pirro      | Alliot     | Capelli    | Nakajima   | 13.  |
| 14.  | Gugelmin   | Martini    | Gugelmin   | Nakajima   | Gugelmin   | Nakajima   | Nakajima   | Capelli    | 14.  |
| 15.  | Martini    | Nakajima   | Bernard    | Martini    | Donnelly   | Suzuki     | Herbert    | De Cesaris | 15.  |
| 16.  | Warwick    | Capelli    | Martini    | Capelli    | Martini    | Pirro      | Gugelmin   | Gugelmin   | 16.  |
| 17.  | Modena     | Gugelmin   | Pirro      | Modena     | Caffi      | De Cesaris | Bernard    | Modena     | 17.  |
| 18.  | Caffi      | Donnelly   | Warwick    | Suzuki     | De Cesaris | Bernard    | Larini     | Herbert    | 18.  |
| 19.  | Alboreto   | Suzuki     | Caffi      | Pirro      | Alboreto   | Capelli    | Pirro      | Alliot     | 19.  |
| 20.  | Donnelly   | Modena     | De Cesaris | Alliot     | Nakajima   | Larini     | Morbidelli | Morbidelli | 20.  |
| 21.  | D. Brabham | Alliot     | Larini     | Caffi      | Alliot     | Grouillard | Alliot     | Pirro      | 21.  |
| 22.  | Larini     | Alboreto   | Donnelly   | Alboreto   | Warwick    | Tarquini   | Modena     | Grouillard | 22.  |
| 23.  | Pirro      | Barilla    | Grouillard | Grouillard | Larini     | Donnelly   | D. Brabham | Bernard    | 23.  |
| 24.  | Alliot     | Tarquini   | D. Brabham | Dalmas     | Modena     | Dalmas     | Caffi      | Suzuki     | 24.  |
| 25.  | Lehto      | Larini     | Barilla    | De Cesaris | Dalmas     | Modena     | Alboreto   | D. Brabham | 25.  |
| 26.  | Foitek     | Caffi      | Alboreto   | Larini     | D. Brabham | Alboreto   | De Cesaris | Tarquini   | 26.  |
| 27.  | Grouillard | Dalmas     | Alliot     | Tarquini   | Grouillard | D. Brabham | Grouillard | Alboreto   | 27.  |
| 28.  | Barilla    | D. Brabham | Tarquini   | Barilla    | Barilla    | Barilla    | Tarquini   | Dalmas     | 28.  |
| 29.  | Dalmas     | Lehto      | Dalmas     | D. Brabham | Tarquini   | Schneider  | Dalmas     | Caffi      | 29.  |
| 30.  | De Cesaris | Foitek     | Gachot     | Gachot     | Gachot     | Gachot     | Gachot     | Gachot     | 30.  |
| 31.  | Tarquini   | Grouillard | Moreno     | Moreno     | Moreno     | Moreno     |            |            | 31.  |
| 32.  | Moreno     | Gachot     | Langes     | Langes     | Langes     | Langes     |            |            | 32.  |
| 33.  | Gachot     | Moreno     | Giacomelli | Giacomelli | Giacomelli | Giacomelli |            |            | 33.  |
| 34.  | Langes     | Langes     |            |            |            |            |            |            | 34.  |
| 35.  | Giacomelli | Giacomelli |            |            |            |            |            |            | 35.  |

## Statistike
| Vozač              | Postolja  | Postolja  | Postolja  | Prvo startno mjesto | Najbrži krug | Krugovi u vodstvu |
| Vozač              | 1. mjesto | 2. mjesto | 3. mjesto | Prvo startno mjesto | Najbrži krug | Krugovi u vodstvu |
| ------------------ | --------- | --------- | --------- | ------------------- | ------------ | ----------------- |
| Ayrton Senna       | 6         | 2         | 3         | 10                  | 2            | 500               |
| Alain Prost        | 5         | 2         | 2         | -                   | 2            | 110               |
| Nelson Piquet      | 2         | 1         | 1         | -                   | -            | 49                |
| Nigel Mansell      | 1         | 3         | 1         | 3                   | 3            | 64                |
| Thierry Boutsen    | 1         | 1         | 1         | 1                   | 1            | 91                |
| Riccardo Patrese   | 1         | -         | -         | -                   | 4            | 12                |
| Gerhard Berger     | -         | 2         | 5         | 2                   | 3            | 128               |
| Jean Alesi         | -         | 2         | -         | -                   | -            | 34                |
| Alessandro Nannini | -         | 1         | 2         | -                   | 1            | 19                |
| Ivan Capelli       | -         | 1         | -         | -                   | -            | 45                |
| Roberto Moreno     | -         | 1         | -         | -                   | -            | -                 |
| Aguri Suzuki       | -         | -         | 1         | -                   | -            | -                 |

| Konstruktor       | Postolja  | Postolja  | Postolja  | Prvo startno mjesto | Najbrži krug | Krugovi u vodstvu |
| Konstruktor       | 1. mjesto | 2. mjesto | 3. mjesto | Prvo startno mjesto | Najbrži krug | Krugovi u vodstvu |
| ----------------- | --------- | --------- | --------- | ------------------- | ------------ | ----------------- |
| McLaren-Honda     | 6         | 4         | 8         | 12                  | 5            | 628               |
| Ferrari           | 6         | 5         | 3         | 3                   | 5            | 174               |
| Williams-Renault  | 2         | 1         | 1         | 1                   | 5            | 103               |
| Benetton-Ford     | 2         | 3         | 3         | -                   | 1            | 68                |
| Tyrrell-Ford      | -         | 2         | -         | -                   | -            | 34                |
| Leyton House-Judd | -         | 1         | -         | -                   | -            | 45                |
| Lola-Lamborghini  | -         | -         | 1         | -                   | -            | -                 |

### Vodeći vozač i konstruktor u prvenstvu
U rubrici bodovi, prikazana je bodovna prednost vodećeg vozača / konstruktora ispred drugoplasiranog, dok je žutom bojom označena utrka na kojoj je vozač / konstruktor osvojio naslov prvaka.
| Utrka               | Vozač        | Bodovi |
| ------------------- | ------------ | ------ |
| VN SAD              | Ayrton Senna | 3      |
| VN Brazila          | Ayrton Senna | 4      |
| VN San Marina       | Ayrton Senna | 1      |
| VN Monaka           | Ayrton Senna | 6      |
| VN Kanade           | Ayrton Senna | 12     |
| VN Meksika          | Ayrton Senna | 8      |
| VN Francuske        | Ayrton Senna | 3      |
| VN Velike Britanije | Alain Prost  | 2      |
| VN Njemačke         | Ayrton Senna | 4      |
| VN Mađarske         | Ayrton Senna | 10     |
| VN Belgije          | Ayrton Senna | 13     |
| VN Italije          | Ayrton Senna | 16     |
| VN Portugala        | Ayrton Senna | 18     |
| VN Španjolske       | Ayrton Senna | 9      |
| VN Japana           | Ayrton Senna | 9      |
| VN Australije       | Ayrton Senna | 7      |

| Utrka               | Konstruktor   | Bodovi |
| ------------------- | ------------- | ------ |
| VN SAD              | McLaren-Honda | 2      |
| VN Brazila          | McLaren-Honda | 7      |
| VN San Marina       | McLaren-Honda | 10     |
| VN Monaka           | McLaren-Honda | 20     |
| VN Kanade           | McLaren-Honda | 29     |
| VN Meksika          | McLaren-Honda | 18     |
| VN Francuske        | McLaren-Honda | 15     |
| VN Velike Britanije | McLaren-Honda | 10     |
| VN Njemačke         | McLaren-Honda | 20     |
| VN Mađarske         | McLaren-Honda | 26     |
| VN Belgije          | McLaren-Honda | 33     |
| VN Italije          | McLaren-Honda | 37     |
| VN Portugala        | McLaren-Honda | 33     |
| VN Španjolske       | McLaren-Honda | 18     |
| VN Japana           | McLaren-Honda | 18     |
| VN Australije       | McLaren-Honda | 11     |